# Вренна, Крис
Крис Вре́нна (англ. Chris Vrenna, род. 23 февраля 1967 года) — американский музыкант. Также занимается созданием ремиксов, написанием текстов и музыки, программированием электронных музыкальных инструментов. Основал группу Tweaker. В период с 1989 по 1997 играл на ударных в группе Nine Inch Nails. До ноября 2011 года был клавишником в группе Marilyn Manson.

## Деятельность
В середине восьмидесятых Крис переехал в Чикаго быстро обосновавшись в местной индастриал-сцене и на короткое время стал участником групп Die Warzau и Stabbing Westward.
Затем он восстановил контакт с Трентом Резнором, с кем он познакомился в средней школе в Пенсильвании, когда оба играли в местной группе Exotic Birds из Кливленда. В периоды с 1989 по 1991 год и с 1994 по 1995 он был участником концертных выступлений созданной Резнором группы Nine Inch Nails. Он также был концертным барабанщиком группы KMFDM во время тура «Money» в 1992-м. В данный момент Вренна работает под псевдонимом Tweaker и на сегодняшний день выпустил два альбома — The Attraction to All Things Uncertain (2001) и 2 a.m. Wakeup Call (2004). Под именем Tweaker, Вренна несколько раз выступал на одной сцене вместе со Skinny Puppy. В 2004 году Вренна временно заменял барабанщика группы Marilyn Manson Джинджер Фиш, когда тот получил травму во время тура «Lest We Forget». Позже он играет на клавишных вместо ушедшего из группы Мадонна Уэйн Гейси. Также он был сопродюсером альбома Marilyn Manson The High End of Low. В ноябре 2011 года Вренна покидает Marilyn Manson.
Как продюсер, ремикшер или звукоинженер Вренна работал с Lords of Acid, God Lives Underwater, Megadeth, Rammstein, Metallica, The Rasmus, U2, Weezer, P.O.D., Дэвидом Боуи, Cold, underwater, Scarling., The Smashing Pumpkins, Hole, Marilyn Manson, Робом Зомби, Green Day, Live, Adema, Wallflowers, TheStart и Dir en grey. Он также работал с супергруппой Pigface и продюсировал девичьи андеграунд-группы как TCR, Jack Off Jill и Rasputina.
На протяжении четырёх месяцев в 1997-м Вренна был программистом электронных музыкальных инструментов у Билли Коргана. Во время тура вместе с The Smashing Pumpkins Эксл Роуз позвонил Крису и предложил ему проводить время с Guns N' Roses, но тот отказался от участия в группе.
Вренна также работал над множеством саундтреков для игр — «Doom 3» (как продюсер вместе с Клинтом Уолшем), «Quake 4», «American McGee's Alice», «Enter the Matrix», «Sonic the Hedgehog», «Area 51» и «Need for Speed Most Wanted». В 2004-м Крис начал работу над саундтреком к MMORPG «Tabula Rasa». Он также помог написать заглавную тему к мультфильму «Xiaolin Showdown».
В 1995-м Вренна вместе с Nine Inch Nails выиграл премию Грэмми в номинации «Лучшее выступление в стиле хэви-метал» за исполнение композиции «Happiness in Slavery».

## Личная жизнь
C 2000 года по октябрь 2009-го Вренна был женат на журналистке Кэрри Борзилло, авторе нескольких книг. Сейчас Крис проживает в Лос-Анджелесе.